# 齊米尼亞爾
在惡魔學中、齊米尼亞爾（英語：或Zymymar）根據『所羅門的小鑰匙』是擁有所羅門王統治的 72 個惡魔的四大惡魔領主之一，是只能在特殊場合召喚的惡魔。四大魔王除了齊米尼亞爾外，還有亞麥依蒙、科森、概布（雖然有些譯本所羅門的小鑰匙說彼列、貝雷特、阿斯摩太、概布是四大魔王，但未指定他們統治的主要方向）。
齊米尼亞爾在『所羅門的小鑰匙』與『萬魔殿』的兩個著作中都被描述為北方之王。

## 來源
1. ↑  Phillip, Botha. . 2012. ISBN 9781782990024.
2. ↑  . Google.   [2023-05-19] （中文）.